# Alessandro Panza
Alessandro Panza (Domodossola, 15 maggio 1982) è un politico italiano.

## Biografia
Consegue il diploma di perito tecnico nel 2002. Nel 2009 consegue la laurea in scienze politiche.

### Attività politica
Dal 2018, è responsabile dell'organizzazione nazionale della Lega. Nel 2019, è eletto eurodeputato. Cinque anni più tardi, si ricandida nella circoscrizione nord-occidentale in seconda posizione, con oltre 9.500 preferenze si piazza ottavo, non risultando rieletto.